# FIFA Street (jeu vidéo, 2012)
 (juillet 2017).
Si vous disposez d'ouvrages ou d'articles de référence ou si vous connaissez des sites web de qualité traitant du thème abordé ici, merci de compléter l'article en donnant les références utiles à sa vérifiabilité et en les liant à la section « Notes et références ».
FIFA Street (FIFA Street 4) est un jeu vidéo développé par EA Canada et édité par EA Sports. Il est sorti le 16 mars 2012 sur PlayStation 3 et Xbox 360. C'est le quatrième jeu de la franchise FIFA Street, basée sur le football de rue.
FIFA Street est un « reboot » de la série qui utilise le même moteur de jeu que FIFA 12. Sid Misra, le line-producteur de FIFA Street, a promis : « The first true quality street football experience » (« La première véritable expérience de football de rue de qualité »).
Le jeu a été annoncé le 16 août 2011, au Gamescom en Allemagne. Comme de nombreux autres jeux EA Sports, FIFA Street est disponible en avant-première pour les acheteurs de billets EA Sports Season.

## Accueil
- Famitsu : 31/40 (PS3)[1]
- Jeuxvideo.com : 15/20[2]